# عقابها (فیلم)
عقابها فیلمی ایرانی در ژانر جنگی به کارگردانی ساموئل خاچیکیان است که در سال ۱۳۶۳ تولید شد. در این فیلم سعید راد، جمشید هاشم‌پور، زری برومند، شهاب عسگری و رضا رویگری ایفای نقش می‌کنند. این فیلم از نخستین و جدی‌ترین فیلم‌ها در حوزه جنگ ایران و عراق است که تابستان سال ۱۳۶۳ فیلم‌برداری و تولید شد و در سال ۱۳۶۴ اکران شد. عقاب‌ها در مجموع بین سال‌های ۱۳۶۴ تا ۱۳۸۵ در سینماهای ایران اکران شد و با ۲۱ سال اکران، رکورد طولانی‌ترین اکران سینمای ایران را دارد و در این مدت توانست به فروشی معادل ۱۵۶٬۶۰۲٬۴۵۶ تومان و ۱۰٬۱۸۰٬۵۶۷ مخاطب برسد و پرمخاطب‌ترین فیلم تاریخ سینمای ایران در طی سال‌های اکران خود در سالن‌های سینماست.
در کل می‌توان گفت در سکانس‌های این فیلم، جلوه‌های ویژه جایگاهی ندارد به صورتی که در صحنه‌های اکشن و درگیری‌ها از برش فیلم‌های مستند دیگر به‌صورت ناشیانه کپی برداری شده است
به عنوان مثال در صحنه‌هایی که جنگنده‌های اف ۵ در حال پرواز و مانور هستند از صحنه پرواز اف ۴ استفاده شده است یا برعکس.

## خلاصه داستان
داستان این فیلم بر پایه رویداد واقعی نجات خلبان نیروی هوایی ایران به نام یدالله شریفی‌راد به وسیله کردهای عراقی و انتقال او به ایران ساخته شده است.
در جنگ ایران و عراق یک هواپیمای نیروی هوایی ارتش ایران، پس از انجام مأموریتی درخاک عراق، مورد حمله عراقی‌ها قرار می‌گیرد و در کردستان عراق سقوط می‌کند. نیروهای نظامی عراقی در پی دستگیری و اسارت او هستند که یک تکاور ارتش که برای مأموریتی در خاک عراق با لباس مبدل کردی حضور دارد اقدام به نجات خلبان می‌کند. این دو ابتدا با کمک مبارزان کرد عراقی به روستای کرد نشینی پناه می‌برند. که سرانجام نیروهای عراقی در پی آنها به روستا می‌رسند. این دو در مرحله دوم سعی به فرار به مرز ایران می‌کنند که نیروهای عراقی این‌بار با همه امکانات در دسترسشان به دنبال آنها می‌باشند. سرانجام این دو خود را به نیروهای ایرانی در خط می‌رسانند و هلیکوپتر عراقی که به دنبال آن‌هاست با آتش نیروهای ایرانی سرنگون می‌شوند.

## بازیگران و صداپیشگان
- سعید راد با صدای منوچهر اسماعیلی
- جمشید هاشم‌پور با صدای ایرج ناظریان
- رضا رویگری با صدای خسرو خسروشاهی
- شهاب عسگری با صدای خودش
- بهزاد رحیم‌خانی باصدای حسین معمارزاده
- علی برجسته با صدای حسین عرفانی
- زری برومند با صدای شهلا ناظریان
- سرپرست گویندگان خسرو خسروشاهی

## فروش
میزان فروش فیلم به تفکیک سال نمایش، به شرح زیر است:
| سال    | تعداد بلیت | میزان فروش  | منبع   | ارزش در (۱۴۰۱) |
| ------ | ---------- | ----------- | ------ | -------------- |
| ۱۳۶۴   | ۳٬۲۴۵٬۸۵۹  | ۲۸٬۸۴۰٬۱۷۳  | [ ۶ ]  | ۴۸٬۷۱۸٬۲۰۵٬۱۶۹ |
| ۱۳۶۵   | ۲٬۳۲۸٬۰۴۳  | ۱۸٬۹۲۷٬۴۸۵  | [ ۷ ]  | ۲۵٬۸۹۲٬۸۳۹٬۹۲۳ |
| ۱۳۶۶   | ۶۸۵٬۸۹۷    | ۵٬۳۹۵٬۸۴۵   | [ ۸ ]  | ۵٬۷۸۶٬۵۲۴٬۰۶۲  |
| ۱۳۶۷   | ۹۱۸٬۱۶۰    | ۷٬۳۲۸٬۴۴۴   | [ ۹ ]  | ۶٬۰۹۳٬۳۱۵٬۶۶۲  |
| ۱۳۶۸   | ۷۶۱٬۸۲۹    | ۶٬۱۸۵٬۵۵۱   | [ ۱۰ ] | ۴٬۳۸۵٬۵۴۱٬۹۵۹  |
| ۱۳۶۹   | ۶۶۰٬۶۸۸    | ۷٬۱۸۴٬۵۰۲   | [ ۱۱ ] | ۴٬۶۷۴٬۴۸۹٬۶۲۷  |
| ۱۳۷۰   | ۴۱۸٬۴۸۷    | ۶٬۶۲۹٬۷۴۹   | [ ۱۲ ] | ۳٬۵۶۹٬۸۳۲٬۶۷۷  |
| ۱۳۷۱   | ۲۲۵٬۶۹۲    | ۴٬۸۴۱٬۸۷۲   | [ ۱۳ ] | ۲٬۰۹۴٬۵۱۸٬۵۸۲  |
| ۱۳۷۲   | ۱۵۷٬۵۴۱    | ۴٬۳۷۲٬۱۷۰   | [ ۱۴ ] | ۱٬۵۴۳٬۰۹۴٬۰۱۲  |
| ۱۳۷۳   | ۱۹۴٬۳۶۲    | ۷٬۱۴۸٬۴۶۵   | [ ۱۵ ] | ۱٬۸۶۳٬۴۴۷٬۰۷۰  |
| ۱۳۷۴   | ۱۶۴٬۵۶۱    | ۸٬۳۱۷٬۲۵۰   | [ ۱۶ ] | ۱٬۴۵۲٬۹۰۸٬۹۷۲  |
| ۱۳۷۵   | ۱۱۴٬۰۴۲    | ۸٬۹۵۸٬۸۵۰   | [ ۱۷ ] | ۱٬۲۶۸٬۹۵۵٬۶۹۵  |
| ۱۳۷۶   | ۱۴۵٬۳۶۸    | ۱۳٬۶۴۱٬۵۰۰  | [ ۱۸ ] | ۱٬۶۴۸٬۴۷۶٬۶۵۹  |
| ۱۳۷۷   | ۶۰٬۹۹۴     | ۷٬۴۱۵٬۴۵۰   | [ ۱۹ ] | ۷۵۸٬۶۳۷٬۹۸۰    |
| ۱۳۷۸   | ۴۲٬۷۸۳     | ۵٬۸۴۶٬۸۰۰   | [ ۲۰ ] | ۴۹۸٬۰۳۹٬۸۵۲    |
| ۱۳۷۹   | ۲۱٬۴۵۸     | ۴٬۷۲۶٬۲۵۰   | [ ۲۱ ] | ۳۵۷٬۵۴۰٬۲۸۲    |
| ۱۳۸۰   | ۸٬۳۷۳      | ۲٬۲۵۶٬۶۵۰   | [ ۲۲ ] | ۱۵۳٬۲۵۸٬۰۶۲    |
| ۱۳۸۱   | ۸٬۶۶۱      | ۲٬۵۲۶٬۳۵۰   | [ ۲۳ ] | ۱۴۸٬۱۸۴٬۳۷۳    |
| ۱۳۸۲   | ۸٬۷۵۶      | ۲٬۵۳۶٬۷۵۰   | [ ۲۴ ] | ۱۲۸٬۶۵۱٬۰۴۳    |
| ۱۳۸۳   | ۴٬۴۱۷      | ۱٬۷۷۹٬۸۵۰   | [ ۲۵ ] | ۷۸٬۳۴۸٬۷۶۷     |
| ۱۳۸۴   | ۴٬۱۴۶      | ۱٬۴۷۲٬۵۰۰   | [ ۲۶ ] | ۵۸٬۷۴۴٬۴۷۴     |
| ۱۳۸۵   | ۴۵۰        | ۲۷۰٬۰۰۰     | [ ۲۷ ] | ۹٬۶۲۷٬۴۴۴      |
| جمع کل | ۱۰٬۱۸۰٬۵۶۷ | ۱۵۶٬۶۰۲٬۴۵۶ |        | ۷۵٬۸۸۸٬۵۸۶٬۴۱۰ |